# Lista de primeiras-damas do estado de Tocantins
Esta é a lista que reúne as primeiras-damas do estado de Tocantins.
O termo é usado pela esposa do governador de Tocantins quando este está exercendo os plenos direitos do cargo. Em uma ocasião especial, o título pode ser aplicado a mulheres que não são esposas, quando o governador é solteiro ou viúvo. A atual primeira-dama é Karynne Sotero Campos, esposa do 12.º governador tocantinense Wanderlei Barbosa.
| Nº                                 | Primeira-dama                      | Imagem                             | Início do mandato     | Fim do mandato        | Governador        | Referências |
| ---------------------------------- | ---------------------------------- | ---------------------------------- | --------------------- | --------------------- | ----------------- | ----------- |
| 1                                  | Marilúcia Campos                   |                                    | 1º de janeiro de 1989 | 15 de março de 1991   | Siqueira Campos   | [ 2 ]       |
| 2                                  | Virgínia Avelino                   |                                    | 15 de março de 1991   | 1º de janeiro de 1995 | Moisés Avelino    | [ 3 ]       |
| 3                                  | Marilúcia Campos                   |                                    | 1º de janeiro de 1995 | 4 de abril de 1998    | Siqueira Campos   | [ 2 ]       |
| 4                                  | Warner Macedo Camargo Pires        |                                    | 4 de abril de 1998    | 1º de janeiro de 1999 | Raimundo Boi      | [ 4 ]       |
| 5                                  | Marilúcia Campos                   |                                    | 1º de janeiro de 1999 | 1º de janeiro de 2003 | Siqueira Campos   | [ 2 ]       |
| 6                                  | Dulce Miranda                      |                                    | 1º de janeiro de 2003 | 8 de setembro de 2009 | Marcelo Miranda   | [ 5 ]       |
| 7                                  | Rosane Amorim                      |                                    | 9 de setembro de 2009 | 1º de janeiro de 2011 | Carlos Gaguim     | [ 6 ]       |
| 8                                  | Marilúcia Campos                   |                                    | 1º de janeiro de 2011 | 4 de abril de 2014    | Siqueira Campos   | [ 2 ]       |
| 9                                  | Marcela Cardoso                    |                                    | 4 de abril de 2014    | 1º de janeiro de 2015 | Sandoval Cardoso  | [ 7 ]       |
| 10                                 | Dulce Miranda                      |                                    | 1º de janeiro de 2015 | 27 de março de 2018   | Marcelo Miranda   | [ 5 ]       |
| 11                                 | Fernanda Carlesse                  |                                    | 19 de abril de 2018   | 2020                  | Mauro Carlesse    | [ 8 ]       |
| Vago; o governador era divorciado. | Vago; o governador era divorciado. | Vago; o governador era divorciado. | 2020                  | 11 de março de 2022   | Mauro Carlesse    |             |
| 12                                 | Blandina Vieira Castro             |                                    | 11 de março de 2022   | 2023                  | Wanderlei Barbosa | [ 9 ]       |
| 13                                 | Karynne Sotero Campos              |                                    | 18 de agosto de 2023  | até a atualidade      | Wanderlei Barbosa | [ 10 ]      |